# 1268 Libya
1268 Libya este un asteroid din Familia Hilda, aflat în afara Centurii de asteroizi. Acesta a fost descoperit pe 29 aprilie 1930 de Cyril Jackson la Obsrvatorul Union din Johannesburg, Africa de Sud.